# Olymp (Hunsrück)
Der Olymp ist eine 415 m hohe Erhebung des Moselhunsrücks an der Mosel in Bernkastel-Kues, Rheinland-Pfalz.

## Beschreibung
Der Olymp ist mit 414,6 m ü. NHN die höchste Erhebung am rechten Moselufer bei Bernkastel. Der Berg ist im Wesentlichen bewaldet. Auf einem markanten Bergsporn, der in Richtung auf die Stadt vorspringt, steht die mittelalterliche Burg Landshut, unterhalb der auch Weinberge angelegt sind. Der Olymp ist eine Hunsrückrandhöhe, die sich steil um mehr als 300 m über das Niveau der Talsohle der Mosel erhebt, während seine Gipfelkuppe die sich im Süden anschließende Landschaft bei der Ortschaft Monzelfeld nur noch wenig überragt. Der Olymp wird im Norden, Osten und Südosten durch das Tiefenbachtal und dessen Zufluss, den Burewaldgraben begrenzt. Die auf den Hunsrück führende Schlucht dieses Bachs wird wegen ihrer idyllisch pittoresken Erscheinung als die Bernkasteler Schweiz bezeichnet. Auf der anderen Seite im Südwesten trennt ihn der Heidesheimgraben, der in die Mosel mündet, von der Nachbarhöhe bei der Ortschaft Andel.

## Historie

### Burgwald auf dem Burgkopf
Der heute mit dem für die Region untypischen Toponym „Olymp“ in die Karten aufgenommene Berg wurde im Mittelalter als „Borgwald“ bezeichnet, wie aus einer Anordnung des örtlichen Hochgerichts hervorgeht, die die Bernkasteler anweist, mit dem Holz von dort einen Schnappgalgen aufzustellen. Dieses frühe Toponym fand Aufnahme in die französisch-preußischen topografischen Karten von Tranchot und Müffling, die zwischen 1803 und 1820 entstanden. Das Bergplateau im Bereich zwischen der Burg Landshut und der Ortschaft Monzelfeld trägt darin die Beschriftung „Burgwald“. In der Karte der Preußischen Landesaufnahme von 1850, in der erstmals Höhenlinien eingeführt wurden, findet sich für den Berg, allerdings wie für viele andere auch, weder Bezeichnung noch Höhenangabe. In einer späteren Karte der Preußischen Landesaufnahme von 1885 trägt er ebenfalls keine Bezeichnung, wurde aber erstmals mit einer Höhe von 415 m ausgezeichnet. In Wander- und Reiseführern vom Ende des 19. Jahrhunderts wurde er als „Burgkopf“ bezeichnet.

### Grube Tiefenbach im Olymp
Im Berg wurde über mehrere Jahrhunderte ein blühender Bergbau betrieben. Er liegt im mittleren Feld des sogenannten Grubenfeldes Bernkastel, das eine Gesamtfläche von über 13 Quadratkilometern  in den Gemeinden Bernkastel, Graach und Monzelfeld umfasste. Im Olymp und etwas weiter südlich bis nach Monzelfeld, also westlich des Tiefenbachs, befand sich die Grube Helena und Barbara, die auch als Grube Tiefenbach bezeichnet wurde. Sie stellte das bedeutendste Bergwerk im Gebiet Bernkastel dar. Es wurden Bleiglanz, Kupferkies und Fahlerz abgebaut. Das Erz fand sich in mehreren Gängen, von denen berichtet wurde, dass sie jeweils bis zu 600 Meter  lang und etwa 0,6 bis 1,2 Meter, stellenweise auch bis zu 1,8 Meter mächtig waren. Diese Grube wurde, wenn auch mit gelegentlichen Unterbrechungen, seit dem Mittelalter bis ins 19. Jahrhundert betrieben, als sie ein letztes Mal erweitert und unter anderem mit einer Wagenförderung modernisiert wurde, ehe der Betrieb 1860 endgültig eingestellt wurde. Die Stollen sind heute verschüttet oder verschlossen. Am steilen Osthang des Olymp, fast am Stadtrand, zeugt noch ein Mundloch von der vergangenen Bergbauaktivität.

### Hohenzollern-Tempel auf dem Olymp

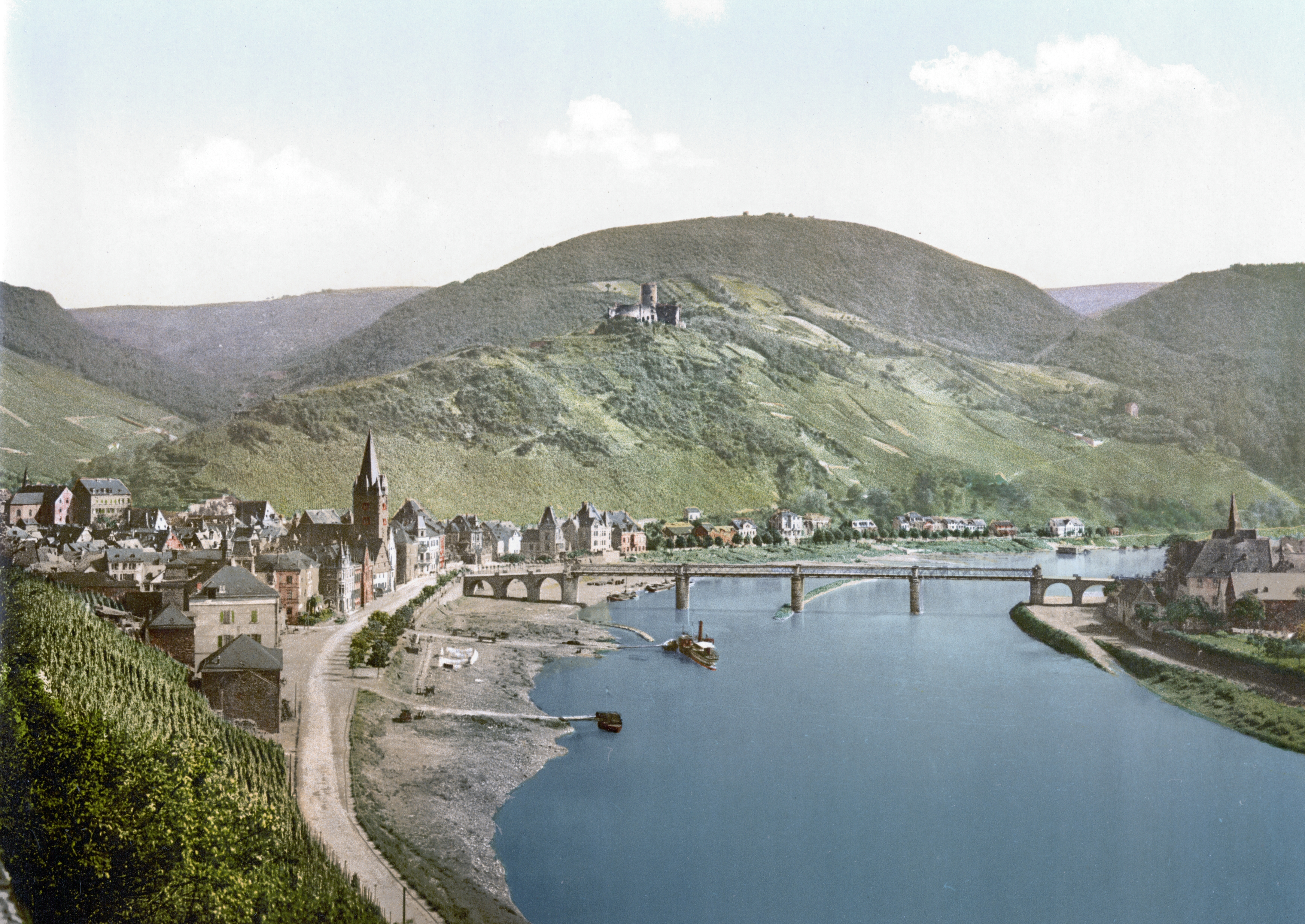
Postkartenansicht von Bernkastel, datiert auf die Zeit zwischen 1890 und 1905: Auf der bewaldeten Kuppe hinter der Burg Landshut, dem Burgkopf, oder auch damals schon Mosel-Olymp genannt, ist bei genauem Hinsehen ein Gebilde zu erkennen, das wahrscheinlich der von Bresgen gebaute Hohenzollerntempel ist.

Im letzten Viertel des 19. Jahrhunderts wurde Bernkastel zunehmend von Touristen aufgesucht. Der Bau der Moselbrücke Bernkastel-Kues 1874, verbunden mit einem Regionalstraßenausbau sowie dem Eisenbahnanschluss von 1883 vereinfachten die Anreise erheblich. Unternehmer, Politiker und Förderer gründeten am 19. November 1890 den sogenannten Hochwald-Verein, eine private Initiative zur Förderung des Tourismus an der Mosel und dem angrenzenden Hunsrück. In Bernkastel wurde damit begonnen, die umgebende Landschaft durch die Anlage von Wanderwegen, Ruheplätzen und Aussichtspunkten touristisch zu erschließen. Die Topografie wurde mit neuen Namen ausgezeichnet, wie Bismarcksruhe, Wilhelmshöhe, Bernkasteler Schweiz, Kaiserstuhl, Kanzel auf Wilhelmshöhe, Schöne Aussicht und so weiter.
Eines der Gründungsmitglieder des Vereins, der Bernkasteler Amtsgerichtsrat Hermann Bresgen kaufte in diesem Zusammenhang am 23. Juli 1892 eine Fläche von etwa einem halben Hektar auf dem Gipfelplateau des Burgkopfs von Karl Bastgen aus Wittlich. Er ließ auf eigene Kosten einen befahrbaren Weg von Monzelfeld zur Kuppe anlegen und eine Fläche planieren, um dort einen Aussichtsturm errichten zu können und um, wie er schreibt „... den Burgkopf über Bernkastel in allernächster Zeit auf’s Gemütlichste und Bequemste den Sommerfrischlern Bernkastels zugänglich zu machen.“ Im Sommer 1893 gab es eine feierliche Eröffnung des „Hohenzollern-Tempel“ genannten Aussichtspunktes auf dem Burgkopf, dem fortan von ihm als „Moselolymp“ bezeichneten Berg. Mit Urkunde vom 6. April 1894 schenkte Bresgen der Stadt Bernkastel sein Grundstück mit dem Hohenzollern-Tempel und dem Wegerecht „... auf dem sogenannten Burgkopfe, jetzt Mosel-Olymp, ...“. Dem Bernkasteler Verschönerungsverein, bei dem Bresgen Mitglied war, wurde die Verwaltung des Mosel-Olymps übertragen.
Bresgen schwebte wohl ein recht hoher Turm in historisierendem Stil vor, als er 1898 schreibt: „Auf der überragenden Höhe des Mosel-Olymps fehlt nur noch der Aussichtsturm, von dessen Zinnen man in grauer Ferne die Wolkenwand der Hügelkette des einzig schönen Siebengebirges am Rheinstrome erschauen kann, ...“ Obwohl für den geplanten massiven Aussichtsturm aus Stein, der nach dem germanischen Heerführer Arminius als Hermanns-Turm benannt werden sollte, bald schon die Fundamentsteine parat lagen, entwickelte sich das Projekt nicht weiter. 1899 stand im Hochwald- und Hunsrückführer als Ausflugsempfehlung zu lesen: „5) ‚Burgkopf‘, auch ‚Moselolymp‘ genannt, (415 m). Der Weg führt entweder vom Wasserfall vor dem Tinkeler Heiligenhäuschen in den Weg aufs Schloss, von diesem auf dem ersten Fusspfad l. in sanft ansteigenden Kehren in den durch den Barbelenberg neu angelegten Fahrweg, dem man dann, sich r. drehend, folgt oder von der Burg Landshut aus nach der Höhe. Herrliche Rundsicht: Blick über mehr als 20 Ortschaften, in der Ferne der Mosenberg, Nerother Kopf, Hochkelberg, die Hohe Acht, die Nürburg, der Aremberg, Hochsimmer bei Mayen usw.; auf dem höchsten Punkte des Burgkopfs steht der „Hohenzollerntempel“ (hauptsächlich Werk des Amtgerichtsrates Bresgen). Die Errichtung eines massiven Aussichtsturms ist geplant. Der Schlüssel zum Hohenzollerntempel ist in Berncastel in allen Gasthöfen zu haben. Dieser Ausflug kann auch mit Wagen (durch die Berncasteler Schweiz, Barbelenberg) auf neu angelegtem Fahrweg gemacht werden.“
Im Gegensatz dazu erfolgte der Aufstieg von der Stadt zur Burg noch sehr mühsam über einen steilen Fußweg. Und als 1904 das Schlosshotel bei der Burg erbaut wurde, freuten sich deren Besucher erstmals über die bequemere Möglichkeit, auf dem Esel des Schlosshotels dorthin reiten zu können.

### Blinkfeuerstation als Aussichtsturm

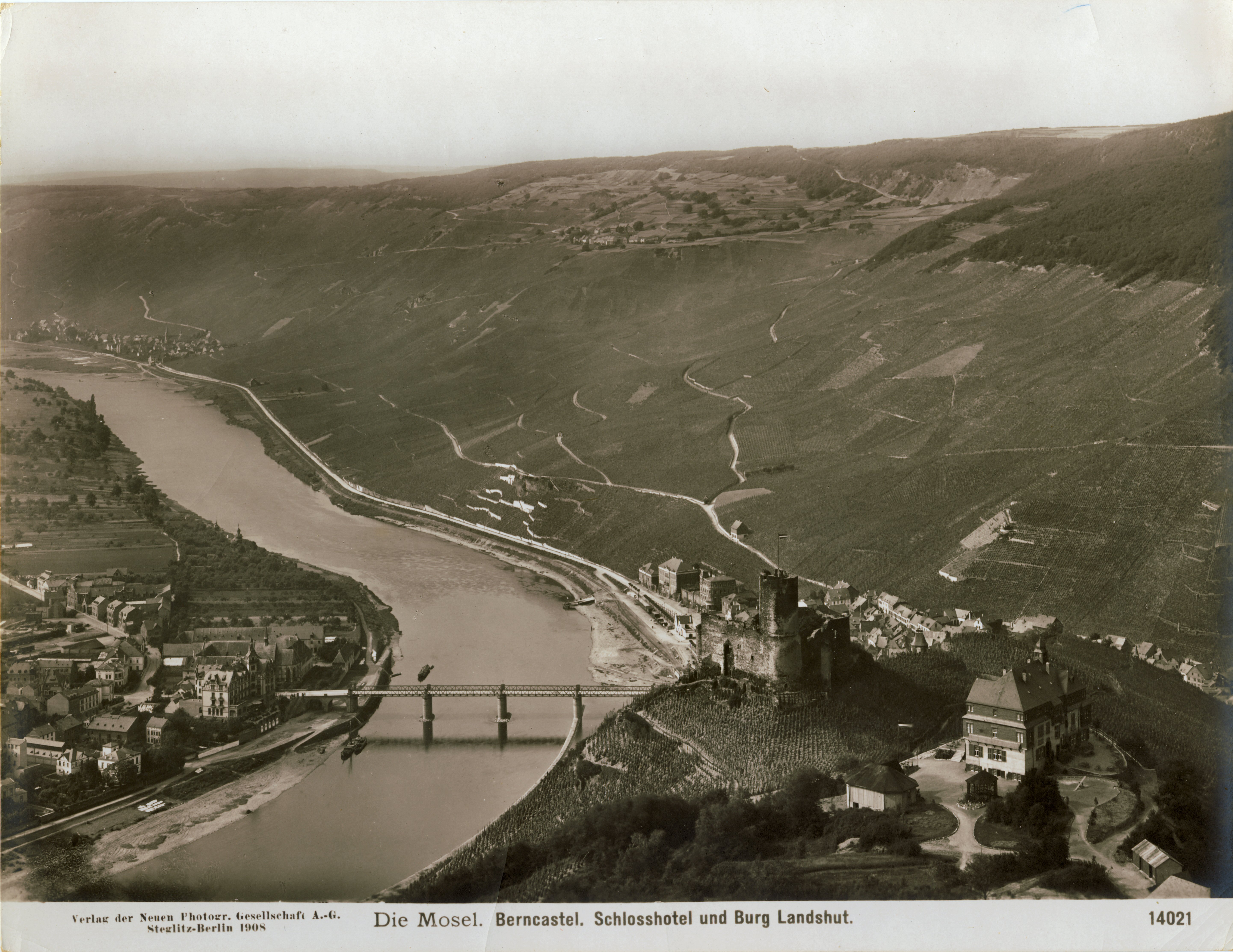
Die Aussicht vom Olymp auf Bernkastel um 1908.

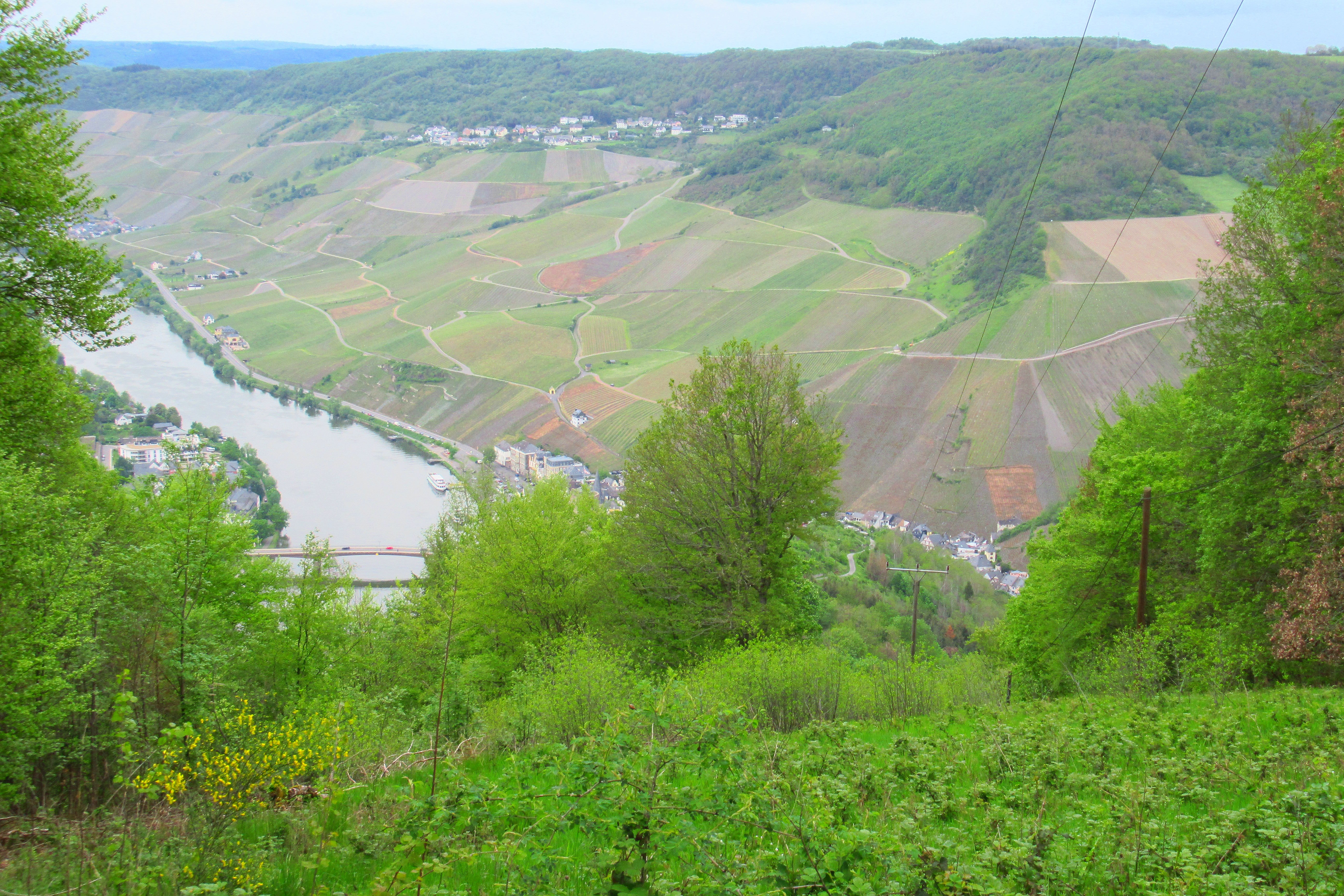
Die Aussicht vom Olymp auf Bernkastel im Mai 2023.

Im Rahmen des Baus eines Flugplatzes auf dem Kueser Plateau wurde 1914 eine Blinkfeuerstation zur Orientierung der Luftschifffahrt bei Nebel und Dunkelheit auf dem Olymp errichtet. Sie bestand aus einem 20 Meter hohen hölzernen Turm, der mit einem elektrisch betriebenen Dreh-Blinkfeuer mit einer Leuchtweite von 40 Kilometern ausgestattet war. Bei dieser Gelegenheit wurde auch in 10 Metern Höhe eine Besucherplattform angelegt. Die Einweihung des Turms erfolgte am 11. Juni 1914. Der Flugplatz war noch nicht eingeweiht, als zwei Monate später, mit Beginn des 1. Weltkrieges, die Luftfahrt in Bernkastel eingestellt und danach nie wieder aufgenommen wurde.
In den 1920er Jahren wurde der sogenannte „Aussichtsturm des Olymp“ mit Sicht ins Moseltal vom Brauneberg bis zum Zeltinger Schlossberg in den Reise- und Landschaftsführern als der Ort mit der umfassendsten Aussicht bei Bernkastel beschrieben und beworben. Die Blinkfeuerstation auf dem Olymp wurde noch bis ins Jahr 1927 als Aussichtsturm genutzt und dann abgerissen.